# Фомичёв, Павел Никитович
Павел Никитович Фомичёв (15.7.1912 — 19.7.1956) — командир батареи 969-го артиллерийского полка 60-й стрелковой дивизии 65-й армии Белорусского фронта, старший лейтенант. Герой Советского Союза.

## Биография
Родился 15 июля 1912 года в деревне Сорка Белозерского уезда Новгородской губернии, ныне Бабаевского района Вологодской области, в семье крестьянина. Русский. Член ВКП(б)/КПСС с 1942 года. В 1918 году с родителями переехал на постоянное местожительство в село Агинское Саянского района Красноярского края. Здесь окончил 5 классов, работал в колхозе. В 1939—1940 годах проходил действительную службу в городе Красноярске. После демобилизации работал в системе кинофикации.
С началом Великой Отечественной войны в июне 1941 года вновь призван в Красную Армию. С июля того же года участвовал в боях немецко-фашистскими захватчиками. Отличился при форсировании реки Днепр и в боях за плацдарм в Лоевском районе.
20 октября 1943 года при отражении контратак противника у деревни Севская Лоевского района Гомельской области батарея старшего лейтенанта Фомичёва вступила в бой с колонной вражеской бронетехники. Первыми залпами были подожжены головной и замыкающий танки. Боясь свернуть с дороги, обочины которой были заминированы, фашисты открыли огонь по высоте. Когда автоматчики двинулись в атаку на позиции артиллеристов, те выкатили орудия на прямую наводку и отбили натиск врага. Огнём батареи были подбиты и уничтожены два самоходных орудия «Фердинанд», два 105-миллиметровых орудия, семь пулемётов, одна штабная повозка с документами, до сорока солдат и офицеров противника. Остальные танки и бронетранспортёры, потеряв надежду прорваться сквозь огненный заслон, повернули обратно.
21 октября, выкатив орудия на прямую наводку в боевые порядки пехоты, батарея Фомичёва помогла пехоте обить атаку противника. При этом было уничтожено до шестидесяти вражеских солдат и один танк.
1 ноября в бою за деревню Ястребовка на огневые позиции батареи направилось шесть танков. В неравном бою погибли командир одного из орудий и наводчик. Тогда Фомичёв сам встал за прицел. Действуя хладнокровно, решительно, он поджёг три вражеских танка и тягач, пытавшийся отбуксировать в тыл подбитый «тигр».
Указом Президиума Верховного Совета СССР от 24 марта 1943 года за мужество и отвагу, проявленные в боях за расширение плацдарма на Днепре старшему лейтенанту Павлу Никитовичу Фомичёву присвоено звание Героя Советского Союза с вручением ордена Ленина и медали «Золотая Звезда».
С 1945 года капитан Фомичёв — в запасе. Вернулся в село Агинское. Работал заведующим райсобесом. Умер 19 июля 1956 года.
Награждён орденами Ленина, Отечественной войны 1-й степени, Красной Звезды, медалями.
Имя Героя носит улица в селе Агинское.